# Афинская архиепархия (католическая)
Афинская архиепархия (лат.  Archidioecesis Atheniensis) — архиепархия Римско-Католической Церкви с центром в городе Афины, Греция. Афинская архиепархия подчиняется непосредственно Святому Престолу и распространяет свою юрисдикцию на греческие регионы Аттика, Центральная Греция, Западная Греция и Пелопеннес. Кафедральным собором афинской архиепархии является церковь святого Дионисия Ареопагита в Афинах. С 1500 по 1875 года была титулярной архиепархией.

## История
Латинская архиепархия в Афинах была учреждена 13 февраля 1209 года. В конце XV века афинская архиепархия была упразднена и преобразована в титулярную архиепархию.
23 июля 1875 года Римский папа Пий IX восстановил афинскую архиепархию.
18 марта 1926 года Римский папа Пий XI издал бреве Quae catholico, которым распространил юрисдикцию афинской архиепархии на Пелопоннес и остров Корфу.

## Ординарии архиепархии
| - архиепископ Берард (13.02.1209 — 1223); - архиепископ Аноним (упоминается в 1243 году); - архиепископ Corrado di Sumo (15.02.1253 — ?); - архиепископ Аноним (упоминается в 1261 году); - архиепископ P. (9.11.1268 — ?); - архиепископ Ульдрик (20.05.1273 — ?); - архиепископ Стефано Манжьятеро OP (около 1300 года); - архиепископ Antonio di Talenti OSB (? — около 1339 года); - архиепископ Franceschino OCist (1339 — ?); - архиепископ Николай (1345 — ?); - архиепископ Иоанн (8.06.1351 — ?); - архиепископ Николай (9.06.1357 — ?); - архиепископ Франциск OFM (20.08.1365 — ?); - архиепископ Иоанн (? — около 1370); - архиепископ Антонио Балистари OFM (27.03.1370 — ?); - архиепископ Antonio di Genebreda (около 1382 — ?); - архиепископ Антонио Блази (14.05.1388 — ?); - архиепископ Lodovico Aliotti (12.06.1392 — 1.06.1398) — назначен епископом Вольтерры; | - архиепископ Антоний (24.04.1399 — ?); - архиепископ Franceschino OCist (? — 9.05.1400); - архиепископ Andrea (Nicola) de Lucha OCarm (6.09.1409 — ?); - архиепископ Giovanni Antonio da Corinto (2.08.1426 — ?); - архиепископ Франциск (5.11.1427 — ?); - архиепископ Филиппо Аулини (18.05.1429 — ?); - архиепископ Nicola Protimo (6.07.1446 — ?); - архиепископ Giovanni Nicolini (26.04.1482 — ?); - архиепископ Costantino Eroli (9.09.1496 — 1500); ... - Джанфранческо Гуеррьери - Джованни Франческо Фальцакаппа (27 сентября 1819 — 10 марта 1823); - Филиппо Филонарди ... - архиепископ Giovanni Marango (23.07.1875 — 17.12.1891); - архиепископ Giuseppe Zaffino (29.04.1892 — 7.02.1895); - архиепископ Gaetano De Angelis OFMConv (10.05.1895 — 28.03.1900); - архиепископ Antonio Giovanni Battista Delenda (29.04.1900 — 10.09.1911); - архиепископ Луи Пети (4.03.1912 — 24.06.1926); - архиепископ Иоаннис Филиппуссис (24.02.1927 — 29.05.1947) — назначен архиепископом Наксоса, Андроса, Тиноса и Миконаса; | - архиепископ Маркус Зигала (29.05.1947 — 10.03.1950); - архиепископ Мариус Макрионитис SJ (11.03.1953 — 8.04.1959); - архиепископ Бенедиктос Принтезис (15.05.1959 — 17.11.1972); - архиепископ Николаос Фосколос (25.06.1973 — 12.08.2014); - архиепископ Севастианос Россолатос (12.08.2014 — по настоящее время). |  |

## Источник
- Annuario Pontificio, Libreria Editrice Vaticana, Città del Vaticano, 2003, ISBN 88-209-7422-3
- Louis-Eugène Louvet, Les missions catholiques au XIX siècle, VIII. L’Eglise romaine dans la péninsule des Balkans, in Les Missions Catholiques, Tome XXII, Lyon 1890, стр. 538  (фр.)
- Бреве Quae catholico, AAS 18 (1926), стр. 484
- Pius Bonifacius Gams, Series episcoporum Ecclesiae Catholicae, Leipzig 1931, стр. 430  (лат.)
- Konrad Eubel, Hierarchia Catholica Medii Aevi, vol. 1 Архивная копия от 9 июля 2019 на Wayback Machine, стр. 114—115; vol. 2 Архивная копия от 4 октября 2018 на Wayback Machine, стр. 98  (лат.)
- Vitalien Laurent, L'érection de la métropole d’Athènes et le statut ecclésiastique de l’Illyricum au VIIIe siècle, in Études byzantines, 1943, Vol. 1, Nº 1, стр. 58-72  (фр.)